# Bistum Tinos
Das Bistum Tinos (lat.: Dioecesis Tinensis) war eine in Griechenland gelegene römisch-katholische Diözese mit Sitz in Tinos. 

## Geschichte
Das Bistum Tinos wurde im 9. Jahrhundert errichtet. Am 3. Juni 1919 wurde das Bistum Tinos durch Papst Benedikt XV. mit der Päpstlichen Bulle Quae rei sacrae aufgelöst und das Territorium wurde dem Erzbistum Naxos angegliedert.
Das Bistum Tinos war dem Erzbistum Naxos als Suffraganbistum unterstellt.

## Bischöfe von Tinos
- Alexander Scutarinus, 1533–1558
- Marco Grimani, 1559–1594
- Georgius Perpignani, 1594–1619, dann Bischof von Cydonia
- Nicolaus Righi, 1619–1653
- Mauritii Doria, 1654–1672
- Angelus Veniero, 1673–1699
- Pietro Martire Giustiniani OP, 1700–1715
- Nicolaus Cigala, 1716–1738
- Luigi Guarchi, 1738–1762
- Andrea Veggetti, 1809–1816, dann Erzbischof von Naxos
- Ignazio Palmidessa OP, 1816–1817
- Giorgio Gabinelli, 1826–…
- Francesco Zaloni, 1843–…
- Giovanni Marango, 1866–1875, dann Erzbischof von Athen
- Michele Castelli, 1879–…
- Francesco di Mento, 1899–1904
- Giovanni Privilegio, 1905–1915
- Matteo Vido, 1915–1919, dann Erzbischof von Naxos, Andros, Tinos und Mykonos